# Retrospettive del Torino Film Festival
Sin dalla sua prima edizione del 1982, il Torino Film Festival ha allestito accanto ai concorsi di lungo e cortometraggi una serie di  retrospettive storiche che hanno caratterizzato la manifestazione come luogo di riflessione sul cinema del passato. Dall'edizione 1986 il festival ha dato avvio alle retrospettive dedicate a singoli cineasti, concluse solitamente da un incontro dell'autore con il pubblico torinese. 

## Le retrospettive
- 2022
  - Back to Life
  - Omaggio a Malcolm McDowell
  - Omaggio a Mike Kaplan
  - Mezzogiorno di Fuoco (otto film western dall'età d'oro del genere statunitense, ma "di serie B")
- 2019
  - Si può fare! L’horror classico 1919-1969

- 2018
  - Jean Eustache
  - Michael Powell e Emeric Pressburger
  - Festa Mobile - Lunga vita a Ermanno Olmi

- 2017
  - Brian De Palma

- 2016
  - Cose che verranno
  - Cinque Pezzi Facili
  - I Did It My Way: essere Punk

- 2015
  - Cose che verranno
  - After Hours - Augusto Tretti

- 2014
  - New Hollywood II

- 2013
  - New Hollywood

- 2012
  - Joseph Losey

- 2011
  - Robert Altman
  - Rapporto Confidenziale - Sion Sono
  - Omaggio a Dorian Gray

- 2010
  - John Huston
  - Vitalij Kanevskij
  - Onde/Massimo Bacigalupo
  - Festa Mobile - Omaggio a John Boorman
  - Omaggio a Corso Salani

- 2009
  - Nagisa Ōshima
  - Nicholas Ray
  - Rapporto confidenziale - il cinema di Nicolas Winding Refn
  - Onde/Nicolas Provost
  - Onde/Ken Jacobs
  - Festa Mobile - Omaggio a Francis Ford Coppola
  - Festa Mobile - Omaggio a Emir Kusturica

- 2008
  - Jean-Pierre Melville
  - Roman Polański
  - British Renaissance

- 2007
  - John Cassavetes
  - Wim Wenders

- 2006
  - Claude Chabrol - film realizzati dal 1983 in poi e l'opera televisiva
  - Robert Aldrich
  - Joaquin Jordà
  - Piero Bargellini
  - Omaggio a Joseph Sarno

- 2005
  - Walter Hill
  - Claude Chabrol - film realizzati tra il 1958 e il 1982
  - Tudo é Brasil. Frammenti dell'opera letteraria di Rogério Sganzerla
  - "Focus Filippine" Omaggio a Lino Brocka e Lav Diaz

- 2004
  - Luciano Emmer/cinEmmer
  - John Landis
  - Omaggio a Yervant Gianikian e Angela Ricci Lucchi
  - Per un Cinema Senza Limiti / Omaggio a Rogério Sganzerla
  - Omaggio a Richard Fleischer

- 2003
  - William Friedkin
  - Stavros Tornes. Cineasta greco e italiano
  - Eclissi di cinema. Aleksandr Sokurov
  - Omaggio a Stan Brakhage
  - Omaggio a Kinji Fukasaku
  - Omaggio a João César Monteiro

- 2002
  - Júlio Bressane
  - Gianni Amico
  - John Milius
  - Americana - Omaggio a John Ford

- 2001
  - George A. Romero
  - Jean-Marie Straub e Danièle Huillet
  - Budd Boetticher. When, in disgrace...
  - Onde del desiderio. Il cinema egiziano dalle origini agli anni Settanta

- 2000
  - Manoel de Oliveira
  - Sandro Franchina

- 1999
  - Amori di perdizione - Storie di cinema portoghese 1970/1999
  - Paolo Gobetti
  - John Carpenter
  - Idrissa Ouédraogo

- 1998
  - Michael Haneke
  - Robert Guédiguian
  - La nascita del cinema in Africa. Il cinema dell'Africa sub-sahariana dalle origini al 1975
  - Jean-Daniel Pollet

- 1997
  - Le età d'oro del cinema messicano. 1933-1960
  - Robert Kramer
  - A occhio nudo – La scuola video di documentazione sociale I Cammelli
  - Il cinema di Kato Tai

- 1996
  - Sciogliere e legare. Il cinema ungherese degli anni '60
  - Jerzy Skolimowski
  - Mohsen Makhmalbaf
  - Arturo Ripstein

- 1995
  - Prima e dopo la rivoluzione. Brasile anni '60: dal Cinema Novo al Cinema Marginal
  - Paulo Rocha

- 1994
  - Nová vlna. Cinema cecoslovacco degli anni '60
  - Omaggio a Philippe Garrel

- 1993
  - Nouvelle Vague

- 1992
  - Innamorati e lecca lecca. Indipendenti americani anni '60

- 1991
  - Free Cinema e dintorni. Nuovo cinema inglese 1956-1968

- 1990
  - Racconti crudeli di gioventù. Nuovo cinema giapponese degli anni '60

- 1989
  - Neorealismo. Cinema Italiano 1945-1949

- 1988
  - Dalla scuola polacca al nuovo cinema. 1956-1970

- 1987
  - Al di là del disgelo. Cinema sovietico degli anni Sessanta
  - Il cinema del Niger
  - National Film and Television School

- 1986
  - Michael Snow

- 1985
  - Junger Deutscher Film (1960-1970)
  - Newsreel: vecchio e nuovo

- 1984
  - Il cinema italiano che oggi ha vent'anni
  - Omaggio a Piero Bargellini
  - Amos Poe

- 1982
  - Il cinema italiano che oggi ha vent'anni